# Манілове (заповідне урочище)

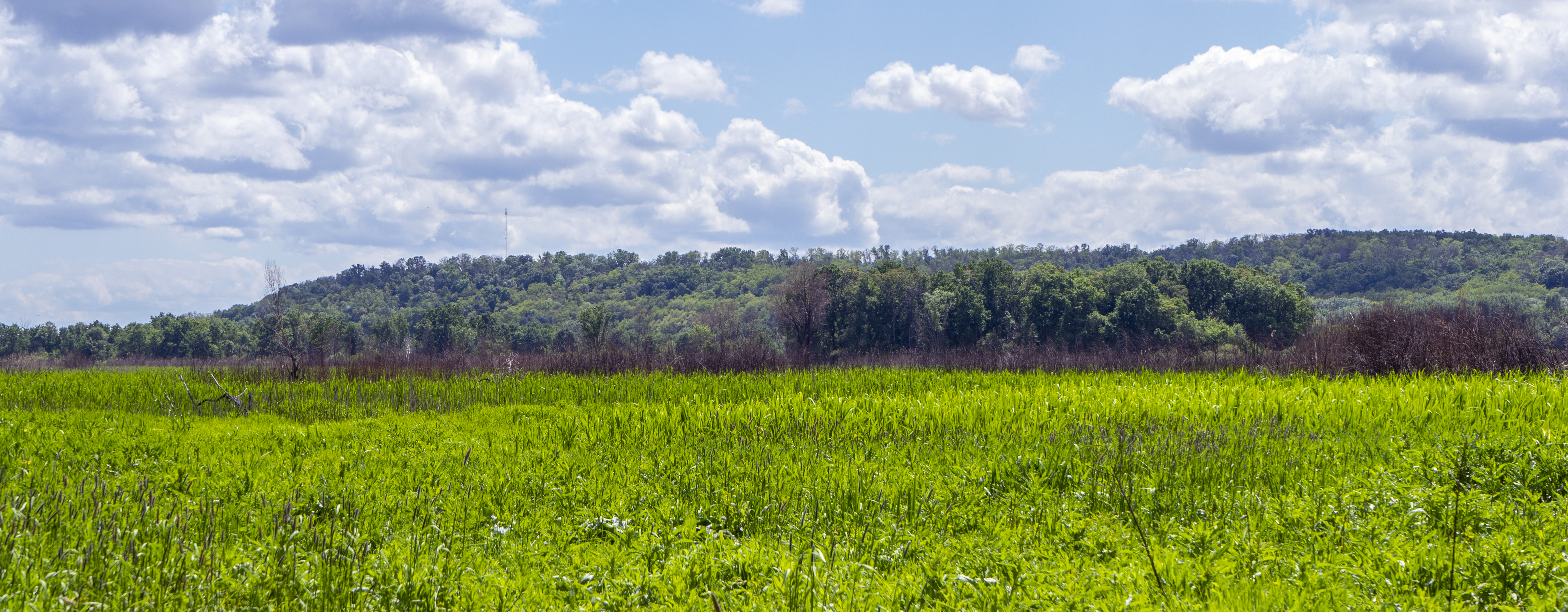
Заповідне урочище Манілове (червень 2020)

Мані́лове — заповідне урочище в Україні. Розташоване в межах Лубенського району Полтавської області, на північний схід від села Лукім'я.
Площа 117 га. Статус присвоєно згідно з рішенням облради від 06.02.1998 року. Перебуває у віданні ДП «Лубенський лісгосп» (Оржицьке лісництво, кв. 23, 24).

Статус присвоєно для збереження лісового масиву, що зростає на правобережній заплаві річки Сула. У деревостані — дуб, сосна, на перезволожених ділянках — вільха.